# Czerwony Sztandar (Львов)

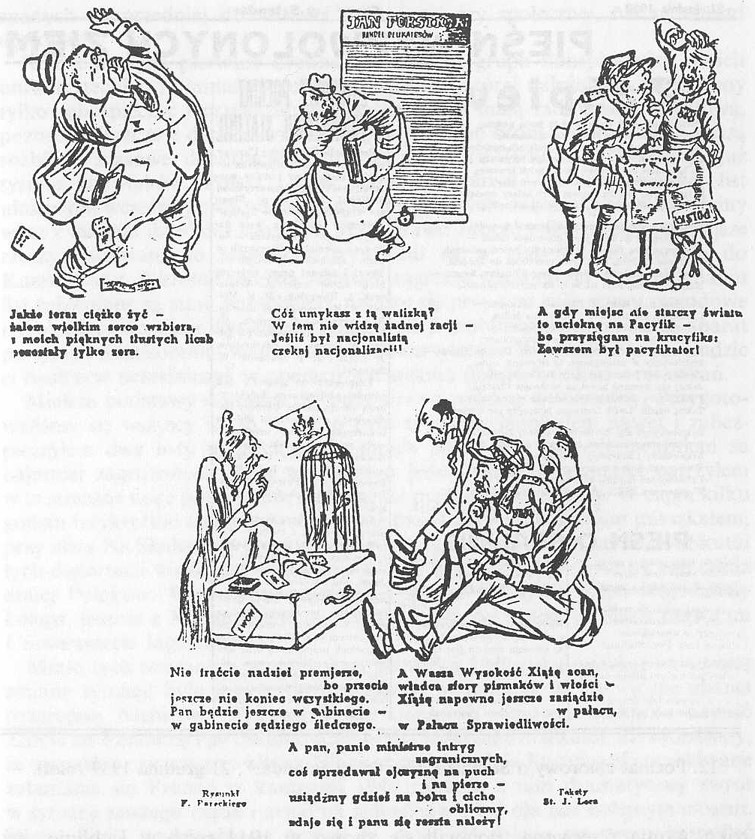
Карикатуры Ф. Парецкого, опубликованные в сентябре 1940 г. (текст: Станислав Ежи Лец)

Czerwony Sztandar (Красное знамя) — газета на польском языке, выходившая во Львове после присоединения Западной Украины к СССР до начала Великой Отечественной войны (с 5 октября 1939 г. по июнь 1941 г.) и затем в 1944—1950 годах. Тираж — до 40 тысяч экземпляров.
Издание носило агитационный характер, содержало сатирические материалы о межвоенной Польше и режиме санации.
С газетой сотрудничали многие представители польской интеллигенции, в том числе Ванда Василевская, Юлиан Стрыйковский, Леон Хвистек, Владислав Броневский, Станислав Ежи Лец, Люциан Шенвальд, Тадеуш Бой-Желеньский, Ян Бжоза, Казимир Бартель. Осенью 1940 года в газете публиковались впечатления львовских учёных, написанные ими после поездки в Москву, организованной Всесоюзным комитетом по делам высшей школы при СНК СССР.